# 青春ブロッサム
『青春ブロッサム』（せいしゅんブロッサム、朝鮮語:  청춘블라썸）は、홍덕（ホンドク）の同名ウェブトゥーンを原作とする韓国Wavveで2022年9月21日から11月2日まで放送されたテレビドラマ。

## 概要
6年前、不気味な学校の怪談として残された一人の少年と少女の物語が、6年後の現在、10代の若者たちに影響を与え、展開していくバタフライ効果を描く。素直になれず、自分を隠して悩む10代の姿を通じて、青春時代に感じる悩みや葛藤、そして成長をテーマにした物語。
同名のウェブトゥーンを原作としたこのドラマは、2022年9月21日から11月2日まで公開されたWavveオリジナル作品。原作の第2部にあたる「ハミンの花」を中心に、タイムライン上で第1部にあたる「ボミの花」の内容も一部含めて脚色されている。また、原作ウェブトゥーンの掲載先であるネイバーウェブトゥーンと、原作の企画会社である再談メディアが直接制作に参加した。

## キャスト

### 主要人物
イ・ハミン
演 - ソ・ジフン
端正な容姿、親切な性格、そして最上位の成績まですべてが完璧な学校のトップ生徒。
しかし、明るい外見とは裏腹に、意外な冷笑的な一面を持つ二面性のあるキャラクター。
ハン・ソマン
演 - ソ・ジュヨン
ソヨン大学国語教育学科の4年生で、ソヨン高校の教育実習生。
いまだに生徒らしさが漂う愛らしいスタイル。
一見内気に見えるが、時には大胆な一面で人々を驚かせる意外性を持っている。
イ・ジェミン
演 - キム・ミンギュ
ソヨン高校の2年生。
イケメンな外見と明るい性格を持つ、人気者中の人気者。
しかし、自分の話はあまりしない。
いたずらっぽい笑顔の裏に本音を隠している人物。
ユン・ボミ
演 - カン・ヘウォン
ソヨン高校の2年生。
「みんなの初恋」という形容がぴったりな外見を持ち、さらに勉強もよくできる。
誰に対しても親切で、他人を思いやることが習慣になっているが、時々その度が過ぎて、もどかしいと言われることもある。
チェ・ジニョン
演 - ユン・ヒョンス
ソヨン高校の2年生。
小柄で可愛らしい外見をしているが、優しくないきつい性格を持っている。
特有の尖った口調で傷ついた人も多いが、決して間違ったことは言わない正直なスタイル。
カン・ソニ
演 - オ・ユジン
セヨン高校の2年生。
言葉が鋭く、真面目な表情をしているため、強い姉のように見えるが、実際は外見とは裏腹に優しさを持ち、内面は柔らかいタイプのキャラクター。

### 過去のセヨン高校
キム・ジソン
演 - ソ・ジス
ハミンを好きな多くの女子生徒の中で、特に自分のグループを引き連れて存在感を示していた生徒。
シン・ユギョン
演 - チョン・ユヒョン
現在までソマンと深い話を交わしてきた親友。
チェ・スンジェ
演 - イ・テヒョン
外見的にはハミンと仲良しに見えるが、裏では露骨に嫌っている。

### 現在のセヨン高校

#### 2年5組
シン・ヨンソプ
演 - チェ・ラギョン
ジェミンと一緒にいる友達で、ギュリに少し好意を持っている。
クォン・ホジュン
演 - ハン・ギュミン
ジェミンと一緒にいる友達。
チョ・ギュリ
演 - オ・ガビン
ジェミンに好意を持ち、ジヘと一緒にいる。
ユン・ジへ
演 - ヤン・ユジン
ギュリと一緒にいる友達。
ジョン・ウィジュン
演 - シン・ジュナン
ジニョンと一緒にいる友達で、いつも代理でゲームを頼む。
キム・テジン
演 - イ・ジェソン
ジニョンと一緒にいる友達で、実質的に校内公認のカップルであったジェミンとボミを応援していた純情漫画マニア。

#### その他のクラス
パク・チャンピョン
演 - キム・テジョン
カン・ソニを好きな不良生徒グループのリーダー。
パク・ドンチェ
演 - イ・ウヒョク
密かにチャンヒョンにいじめられている生徒。

### 教師
担任の先生
演 - カン・ソンフン
以前はソマンの担任で、現在はジェミンの担任。
コ・ジュヨン
演 - カン・ピルジュン
ソマンと一緒にセヨン高校の教育実習生として来たセヨン大学の同級生で、ソマンを密かに好き。
国語の先生
演 - チョン・ウンピョ（特別出演）
授業を退屈がっている2年5組の学生たちに幽霊の話をする。

### 家族・知人
イ・ソングン
演 - イ・ドヒョン
ハミンとジェミンの父親で、前妻の再婚後、ジェミンを引き取って一緒に住んでいる。
チェ・ユンジョン
演 - チャン・ガヒョン
ハミンとジェミンの母親で、夫と離婚後、ジェミンを連れて釜山に行き、その後、ある理由で再びソウルに戻り再婚した。
チェ・ジナ
演 - キム・ソア
ジニョンの7歳の妹。10歳の弟もいる。
画室の先生
演 - イム・ジョンオク
ソマンが通う画室を運営している先生。
画室には常駐せず、弟子たちの自由な出入りを許している。

## エピソード
| 各話   | タイトル             | あらすじ | 時間 |
| ------ | -------------------- | --- | ---- |
| 第1話  | 再会した夏           | 初恋の思い出を忘れられない大学生ソマン。 卒業を前に、初恋ハミンとの思い出がある母校で教育実習に出かけることに。 その場所で偶然、過去のハミンに似た男子学生と出会う。                                   | 24分 |
| 第2話  | あの日の選択         | 明らかに好意があるように見えるジェミンとボミ。 だが、親友の「ソニ」がジェミンを好きだという事実を知ったボミは、意外な選択をする。                                                                      | 21分 |
| 第3話  | バタフライ効果       | 実はハミンの実の弟だったジェミンが、ソマンに兄の死について尋ね始める。 ソマンはハミンとの思い出を振り返り、過去の痛みと再び向き合うことに。                                                            | 21分 |
| 第4話  | 思いがけない春       | ボミはソニとの友情を守るため、ジェミンを好きではないと嘘をつく。 しかし、ソニはボミの言葉を信じてくれず、そこに意外な人物ジニョンが登場する。                                                          | 23分 |
| 第5話  | 二人だけの秘密       | 兄についての話を聞くため、ソマンが通っていたアトリエを訪れるジェミン。 ソマンはハミンに友達以上の感情を抱いたあの日を思い出す。                                                                        | 23分 |
| 第6話  | 私たちが出会った理由 | 人気者のボミと冴えないアウトサイダーのジニョンが付き合っているというニュースでクラス全体が騒然となる。 ソニは疑いの目を向け続けるが、ボミはジニョンと付き合っていると証明するため策を練る。            | 23分 |
| 第7話  | 傘を持つ少女         | 自分が犠牲になってでも弟ジェミンの盾になろうとした過去のハミン。 ソマンはそんなハミンにとって唯一の慰めとなる。 一方、ボミはジニョンに意外な一面を見出す。                                             | 25分 |
| 第8話  | 意地悪または嫉妬     | 体育大会が始まり、ボミは知らず知らずのうちにジニョンにときめきを感じる。 ソマンはハミンが初めて本心を告白した瞬間を思い出す。                                                                          | 25分 |
| 第9話  | 雨の記憶             | ジェミンはボミとジニョンの恋愛が偽物だと気づく。 一方、6年前の夏、夏が嫌いだと言ったハミンにソマンは忘れられない夏の思い出をプレゼントする。                                                           | 25分 |
| 第10話 | 秘密の季節           | 初めてキスを交わしたハミンとソマン。 これで付き合っているのかと思うが、ハミンはソマンの心を知っているのかいないのか、ただ平然としている。 現在のボミもまた、ジニョンへの想いを抑えられず混乱している。 | 26分 |
| 第11話 | 遠くからの安否       | こっそりアトリエに通っていたことが両親に知られたハミン。 両親の厳しい圧力が続き、すべてが崩れそうな不安な日々が続く。 現在のジェミンもどこか不安定に見える。                                           | 25分 |
| 第12話 | 遅れた真心           | ハミンが美術室で不純異性交遊をしていたという噂が広がる。 ハミンはソマンを守るためにわざと距離を置くが、それが原因で二人の間に誤解が生じる。                                                            | 29分 |
| 第13話 | 守れなかったもの     | 6年後の現在、ハミンの話は陰鬱な怪談として学校全体に広がる。 傷ついたジェミンはボミにすべての秘密を打ち明ける。 一方、ジニョンは自分がボミを好きだと気づく。                                            | 25分 |
| 第14話 | もしも私たちが       | すべての真実を知ったソニ。 プライドを傷つけられたソニはボミに激怒する。 ソマンは6年ぶりにハミンの樹木葬を訪れる。                                                                                      | 26分 |
| 第15話 | 記憶の欠片           | 思わぬスキャンダルに巻き込まれたソマンとジェミン。 ソマンは過去にハミンがそうしたように、ジェミンを守るために大きな決断をする。 一方、ソニはボミとジニョンが本当にお互いを想っていることを知る。       | 23分 |
| 第16話 | グッバイ・サマー     | 兄ハミンの自殺が自分のせいかもしれないと思い、ショックを受けて姿を消したジェミン。 ソマンはジェミンを見つけるため走り出す。 私たちが出会ったのは、もしかするとハミンの願いだったのかもしれない。       | 38分 |

## 制作
- 制作：パク・テウォン、イ・テヒョン
- エグゼクティブプロデューサー (EP)：ユン・ヒョンギ、ファン・ナミョン、オ・ヨンソプ
- チーフプロデューサー (CP)：チャン・ヨンジュン
- プロデューサー (PD)：イ・ソジョン、ハン・ジンス
- 演出：ワン・ヘリョン
- 脚本：パク・ユンソン、キム・ハニ
- 原作：ホンドク、NEMONEのネイバーウェブトゥーン「青春ブロッサム」